# ويندسور بلايس (ميزوري)
ويندسور بلايس (بالإنجليزية: Windsor Place, Missouri)‏ هي منطقة سكنية تقع في الولايات المتحدة في . يقدر عدد سكانها بـ 309 نسمة ومساحتها 0.52 كم2 .

## التركيبة السكانية
قام مكتب تعداد الولايات المتحدة بتحديد بيانات التركيبة السكانية لويندسور بلايس في تعداد الولايات المتحدة. في ما يلي، التركيبة السكانية حسب تعدادي 2000 و2010.

### تعداد عام 2000
بلغ عدد سكان ويندسور هايتس 431 نسمة بحسب تعداد عام 2000، وبلغ عدد الأسر 180 أسرة وعدد العائلات 124 عائلة مقيمة في القرية.
وتوزع التركيب العرقي للقرية بنسبة 99.07% من البيض و 0.46% من الأمريكيين الأصليين و 0.46% من عرقين مختلطين أو أكثر.
بلغ عدد الأسر 180 أسرة كانت نسبة 26.1% منها لديها أطفال تحت سن الثامنة عشر تعيش معهم، وبلغت نسبة الأزواج القاطنين مع بعضهم البعض 55.0% من أصل المجموع الكلي للأسر، ونسبة 9.4% من الأسر كان لديها معيلات من الإناث دون وجود شريك، وكانت نسبة 31.1% من غير العائلات. تألفت نسبة 26.7% من أصل جميع الأسر من أفراد ونسبة 17.2% كانوا يعيش معهم شخص وحيد يبلغ من العمر 65 عاماً فما فوق. وبلغ متوسط حجم الأسرة المعيشية 2.91، أما متوسط حجم العائلات فبلغ 2.39.
بلغ العمر الوسطي للسكان 40 عاماً. وكانت نسبة 7.9% بين الثامنة عشر والأربعة وعشرون عاماً، ونسبة 26.7% كانت واقعةً في الفئة العمرية ما بين الخامسة والعشرون حتى والأربعة وأربعون عاماً، ونسبة 25.5% كانت ما بين الخامسة والأربعون حتى الرابعة والستون، ونسبة 19.0% كانت ضمن فئة الخامسة والستون عاماً فما فوق. يوجد لكل 100 أنثى 93.3 ذكر، ويوجد لكل 100 أنثى في الثامنة عشر من عمرها فما فوق 98.3 ذكر.
بلغ متوسط دخل الأسرة في القرية 28,523 دولار، أما متوسط دخل العائلة فبلغ 37,794 دولار. وكان متوسط دخل الذكور 30,833 دولار مقابل 20,000 دولار للإناث. وسجل دخل الفرد الخاص بالقرية 17,315 دولار. وكانت نسبة 5.6% من العائلات ونسبة 8.4% من السكان تحت خط الفقر، وكان من هؤلاء نسبة 10.5% تحت سن الثامنة عشر ونسبة 3.3% في الخامسة والستين من العمر وما فوق.

### تعداد عام 2010
بلغ عدد سكان ويندسور بلايس 309 نسمة بحسب تعداد عام 2010، وبلغ عدد الأسر 113 أسرة وعدد العائلات 92 عائلة مقيمة في القرية. في حين سجلت الكثافة السكانية 1,545.0 نسمة لكل ميل مربع (596.5/كم2). وبلغ عدد الوحدات السكنية 119 وحدة بمتوسط كثافة قدره 595.0 لكل ميل مربع (229.7/كم2).
وتوزع التركيب العرقي للقرية بنسبة 92.2% من البيض و 2.3% من الأمريكيين ذوي الأصول الآسيوية و 1.3% من الأمريكيين الأفارقة و 3.6% من عرقين مختلطين أو أكثر.
بلغ عدد الأسر 113 أسرة كانت نسبة 42.5% منها لديها أطفال تحت سن الثامنة عشر تعيش معهم، وبلغت نسبة الأزواج القاطنين مع بعضهم البعض 60.2% من أصل المجموع الكلي للأسر، ونسبة 16.8% من الأسر كان لديها معيلات من الإناث دون وجود شريك، بينما كانت نسبة 4.4% من الأسر لديها معيلون من الذكور دون وجود شريكة وكانت نسبة 18.6% من غير العائلات. تألفت نسبة 16.8% من أصل جميع الأسر من أفراد ونسبة 4.4% كانوا يعيش معهم شخص وحيد يبلغ من العمر 65 عاماً فما فوق. وبلغ متوسط حجم الأسرة المعيشية 3.00، أما متوسط حجم العائلات فبلغ 2.73.
بلغ العمر الوسطي للسكان 33.6 عاماً. وكانت نسبة 29.1% من القاطنين تحت سن الثامنة عشر، وكانت نسبة 7.7% بين الثامنة عشر والأربعة وعشرون عاماً، ونسبة 30% كانت واقعةً في الفئة العمرية ما بين الخامسة والعشرون حتى والأربعة وأربعون عاماً، ونسبة 21.7% كانت ما بين الخامسة والأربعون حتى الرابعة والستون، ونسبة 11.3% كانت ضمن فئة الخامسة والستون عاماً فما فوق. وتوزع التركيب الجنسي للسكان بنسبة 46.6% ذكور و53.4% إناث.